# Zlatá liga 2003
Zlatá liga 2003 – 6. edice cyklu lehkoatletických mítinku Zlatá liga se uskutečnila od 27. června do 5. září roku 2003. Pro atlety a atletky kteří zvítězili ve všech šesti závodech byla vypsána prémie 1 milionu dolarů. V šesti závodech to dokázala: Maria Mutolaová.

## Mítink
| Datum        | Závod                | Stadion                 | Město  |
| ------------ | -------------------- | ----------------------- | ------ |
| 27. červen   | Bislett Games        | Bislett Stadion         | Oslo   |
| 11. červenec | Golden Gala          | Stadio Olimpico         | Řím    |
| 4. červenec  | Meeting de Paris     | Stade de France         | Paříž  |
| 15. srpen    | Weltklasse Zürich    | Letzigrund              | Curych |
| 5. září      | Memoriál Van Dammeho | Stadion krále Baudouina | Brusel |
| 10. srpen    | ISTAF                | Olympiastadion Berlín   | Berlín |

## Výsledky
| Disciplíny     | Norsko             | Francie              | Itálie             | Německo            | Švýcarsko                   | Belgie             |
| -------------- | ------------------ | -------------------- | ------------------ | ------------------ | --------------------------- | ------------------ |
| Muži           |                    |                      |                    |                    |                             |                    |
| 100 m          | Mark Lewis-Francis | Bernard Williams     | John Capel         | John Capel         | John Capel                  | Bernard Williams   |
| 800 m          | Mbulaeni Mulaudzi  | Jurij Borzakovskij   | Mbulaeni Mulaudzi  | Hezekiel Sepeng    | Mbulaeni Mulaudzi           | Wilfred Bungei     |
| 110 m překážek | Staņislavs Olijars | Allen Johnson        | Allen Johnson      | Staņislavs Olijars | Duane Ross                  | Allen Johnson      |
| Hod oštěpem    | Sergej Makarov     | Jan Železný          | Sergej Makarov     | Raymond Hecht      | Jan Železný                 | Boris Henry        |
| Ženy           |                    |                      |                    |                    |                             |                    |
| 100 m          | Chandra Sturrupová | Chandra Sturrupová   | Chandra Sturrupová | Kelli White        | Chryste Gaines              | Kelli White        |
| 800 m          | Maria Mutolaová    | Maria Mutolaová      | Maria Mutolaová    | Maria Mutolaová    | Maria Mutolaová             | Maria Mutolaová    |
| 1 500 m        | Iryna Liščynská    | Natalia Rodríguezová | Olga Jegorovová    | Süreyya Ayhan      | Süreyya Ayhan               | Süreyya Ayhan      |
| 400 m překážek | Jana Pittmanová    | Sandra Glover        | Jana Pittmanová    | Jana Pittmanová    | Sandra Glover               | Julija Pečonkinová |
| Skok vysoký    | Inga Babakovová    | Blanka Vlašičová     | Hestrie Cloete     | Hestrie Cloete     | Hestrie Cloete              | Hestrie Cloete     |
| Trojskok       | Yamilé Aldamaová   | Taťjana Lebeděvová   | Yamilé Aldamaová   | Taťjana Lebeděvová | Françoise Mbangová Etoneová | Taťjana Lebeděvová |